# Ruth Kolokotronis
Ruth Kolokotronis (nacida Ruth Flemig; Düren, 22 de agosto de 1985) es una jugadora de voleibol y voleibol de playa alemana.

## Carrera

### Carrera en voleibol de salón
Flemig comenzó su carrera de voleibol en 1995 en TC Kreuzau. Desde allí se trasladó a Alemannia Aachen. Tras un desvío al Bayer Leverkusen, volvió a jugar en el club de segunda división de Aquisgrán de 1999 a 2008, con el que consiguió el ascenso a la 1. Bundesliga. De 2008 a 2016 jugó con su hermana Judith Pelzer en el SG Marmagen-Nettersheim, con el que ascendió a la Regionalliga West en 2010, a la Tercera División Oeste en 2013 y a la 2.ª División de la Bundesliga Norte en 2014.

### Carrera en voleibol de playa
En 2000, Flemig jugó su primer torneo de playa. En 2002 ganó la medalla de bronce en el Campeonato Mundial Sub-18. En 2003 terminó cuarta en el Campeonato Alemán A-Youth con Ilka Semmler. Un año después, la joven dupla ganó el Campeonato Europeo Sub-20 en Koper. En 2005, Flemig/Semmler llegaron después de dos novenos lugares en el Campeonato Europeo en Moscú y en el Campeonato de Alemania en Timmendorfer Strand a la final del Campeonato Mundial Sub-21 en Río de Janeiro. Con su nueva pareja Friederike Romberg, Flemig mejoró cuatro lugares a nivel nacional en 2006. Además, se convirtió en campeona europea de estudiantes y vicecampeona mundial. De 2007 a 2008 formó dúo con Stefanie Hüttermann, su compañera de equipo en Alemannia Aachen. Pudo defender su título en el Campeonato Europeo de Estudiantes y terminó tercera en el Campeonato Alemán. En 2009 y 2010 jugó junto a Leonie Müller. En 2019, ganó junto con Karolin Reich el torneo femenino del torneo inaugural (categoría A+) de los Beach Days en Dernbach. En 2020, Kolokotronis/Reich llegaron a la final del Campeonato de Alemania Occidental en Düren (la ciudad natal de Kolokotronis), pero fueron derrotadas por las gemelas Lena y Sarah Overländer.

## Vida personal
Vive en Colonia y estudió inglés y deporte para convertirse en profesora. Ha sido maestra en el Gimnasio de Wirteltor Düren desde el año escolar 2014/15. Su hermana Judith fue jugadora de voleibol del año de Alemania en 1999.